# Barinitas
Barinitas es una parroquia ubicada al pie de la Cordillera de Andina en el estado Barinas de Venezuela. Es la capital del  municipio Bolívar y una importante zona del estado Barinas. Barinitas también es conocida como «La Cuna de los Poetas» y «Cielo roto» debido a sus imponentes lluvias

## Fundación
La localidad fue fundada el 26 de junio de 1628 bajo el nombre de Nueva Trujillo de Barinas, como parte de la primera parada de la denominada «Ciudad Viajera», un proceso itinerante de asentamientos coloniales. El establecimiento se realizó en la meseta de Moromoy, denominada así por la abundante presencia de acacias langlassei, especie arbórea característica del lugar.

## Etimología
El nombre Barinitas fue adoptado tras el cambio de denominación de la localidad previamente conocida como Nueva Trujillo de Barinas. El término es un diminutivo de «Barinas», nombre que, según diversas fuentes, deriva de la voz indígena Varyná, correspondiente a una etnia originaria de la región.
A finales del siglo xvii, los habitantes de Nueva Trujillo de Barinas se trasladaron hacia el sitio conocido como San Antonio de los Cerritos, lugar donde actualmente se encuentra la ciudad de Barinas. Esta mudanza fue motivada tanto por la resistencia de las comunidades indígenas como por la proliferación de bachacos (hormigas cortadoras de hojas), una plaga que afectaba los asentamientos de la época y que persiste en la región.

## Economía
Su economía se basa en la agricultura y ganadería específicamente la siembra de café y cacao.

## Geografía física
Geográficamente es una meseta cuya extensión es de 12,8 km². Entre sus atractivos naturales está el cerro El Cacao, de fácil acceso; la quebrada Parángula; el río Santo Domingo; las cataratas de El Cacao; el páramo de Cerro Azul donde afloran innumerables fósiles marinos a gran altitud y las aguas termales aledañas a los caseríos La Barinesa y Las Doradas. También se puede disfrutar de la quebrada Los Panches por el sector La Mula, sin dejar de mencionar que al final de la carretera del El Cacao están las frías y cristalinas aguas del río Pagüey, fuente del acueducto que surte del precioso líquido a Barinitas.

## Flora
Hay una variedad de especies endémicas en cuanto a vegetación se refiere.

## Historia y Cultura
Barinitas es denominada Cuna de Poetas del estado Barinas, y entre ellos, los más conocidos son: los hermanos Arvelo Larriva, Alfredo y Enriqueta, Mario Surumay Qüenza, Luis Alberto Angulo Urdaneta, Luis Alberto Angulo (Rivas), José Gavidia Valero, Charly Rondón Santiago, Noel González, Alexi Gómez, David González Lobo, Leonardo Martínez L., Cristóbal Angulo, Marisela Moreno; también han estado vinculados a este pueblo poetas nacidos cerca o lejos de allí tales como Rafael Ángel Insausti, Jesús Enrique Guédez, Pedro Castro (Premio Municipal de poesía, Municipio Bolívar 2010), Orlando Araujo, Roldán Montoya, Alberto José Pérez, Leonardo Ruiz, Alhadyn Belandria y Ana María Oviedo Palomares. Excelentes docentes: Ismenia de Osuna, Dora de Alessi, Gilberta Briceño de Superlano, Josefa de Rivas, Mario Superlano, Augusto González, Felipe Gonzalez, Salvador Jiménez, Nerio Torres, Lindolfo Martínez y muchos más. También como el profesor Saul Moreno escritor y cronista del Municipio que cuenta con variedad de libros propios.El patrono es san Eleuterio, y la justificación de la celebración es tan interesante como cualquier historia contada por la gente de nuestro pueblo. Barinitas fue la segunda capital del estado Barinas.
El cementerio de la localidad cuenta con algunas tumbas de finales del siglo XIX y en el casco de la ciudad perduran numerosas casas de características coloniales. También el municipio cuenta con sitios de mucho valor histórico como el Castillo hecho alrededor de 1700 ubicado en las Terrazas de Santo Domingo e infinidad de sitios muy poco conocidos, pero que aun perduran con el tiempo.  

## Economía, Turismo y Servicios
Puede que se obvien algunos detalles como posibles patrimonios vivos, según la Unesco. La situación general, referente a servicios públicos, no es la ideal: los servicios de agua y electricidad fallan constantemente, de igual manera los servicios de telecomunicaciones impidiendo el desenvolvimiento normal de la ciudad. La economía no se activa directamente, debido a que Barinitas funciona como pueblo dormitorio de Barinas. Sin duda, es un pueblo no apto para el desarrollo ecoturístico.

### Turismo
- Parque Moromoy: Está ubicado entre la calle 6 Independencia, carrera 1 y la Intercomunal de Barinitas. Cuenta con instalaciones para camping, caminerías, parque infantil y espaciosas áreas verdes con sembradíos de árboles traídos de otras latitudes geográficas. Este fue decretado parque en la década del Gobierno del General Marcos Pérez Jiménez.

- Balneario La Barinesa: Ubicado hacia la parte sureste de Barinitas, sector La Barinesa. Este balneario es de aguas limpias y cristalinas que bajan de las vertientes andinas, ideal para la práctica de Rafting y Kayak para las personas que se inician en este deporte. Se habilitan espacios dentro del balneario para realizar actividades de esparcimiento y recreación en fechas festivas. Dotado de instalaciones receptivas tales como: baños públicos, kioscos con parrilleras, venta de bebidas y comidas, estacionamiento, área de camping, entre otras.
- Proyecto Socio Productivo Bosque de aguas: Ubicado al lado del Balneario La Barinesa,brinda espacios para conversatorios sobre la importancia hidrográfica del río Santo Domingo para el estado Barinas, así como de las diversas especies de árboles que allí se encuentran, técnicas de elaboración de abono y humus, Banco de semillas entre otras actividades ambientalistas.
- Sector El Cacao: Se encuentra ubicado al final de la Av. principal de Barinitas, en el sector La Cochinilla, luego se toma la carretera que sube por el lado izquierdo hasta llegar a este atractivo ambiente natural. Es un lugar de bosque tropical húmedo y en el sitio se observan bosques de galerías. Esta zona natural es privilegiada por sus hermosos paisajes ideal para las excursiones, caminatas, ciclismo de montaña a riesgo de los aventureros. En el trayecto se observa una flora y fauna típica de esta geografía, caídas de aguas naturales y algunas construcciones de arquitectura campesina.